# ریچارد شچنر
ریچارد شچنر، (زاده 1934) استاد دانشگاه در مدرسه هنر تیش، دانشگاه نیویورک، و سردبیر «ژورنال نقد و بررسی درام (TDR)» است.

## زندگی‌نامه
ریچارد شچنر در سال ۱۹۵۶، مدرک کارشناسی خود را در رشته هنر از دانشگاه کرنل، و دو سال بعد مدرک کارشناسی ارشد خود را از دانشگاه آیووا، و در سال ۱۹۶۲ مدرک دکترای خود را از دانشگاه تولین دریافت کرد. او از سال ۱۹۶۲ تا ۱۹۶۹، و پس از وقفه‌ای از سال ۱۹۸۶ تا به امروز، ژورنال نقد و بررسی درام را اداره کرده‌است
شچنر یکی از بنیان‌گذاران بخش مطالعات مدرسه هنر تیش در دانشگاه نیویورک است. او گروه پرفورمنس نیویورک را در سال ۱۹۶۷ تأسیس کرد، و تا سال ۱۹۸۰ مدیر هنری آن بود. در آن سال، شچنر تعهدنامه «اعتراض مالیاتی نویسندگان و ویراستاران» را امضا کرد و متعهد شد در اعتراض به جنگ ویتنام از پرداخت مالیات خودداری کند. در سال ۱۹۹۲، شچنر گروه «هنرمندان ساحل شرقی» را تأسیس کرد، که تا سال ۲۰۰۹ مدیر هنری آن بود. او همچنین برای مجلات در سراسر جهان نویسندگی می‌کند.
در دهه ۱۹۹۰، «راساباکس» را ابداع کرد، که تکنیکی در آموزش عاطفی برای اجراکنندگان هنری بود.
از سال ۲۰۰۷، مرکز مطالعات اجرای ریچارد شچنر در آکادمی تئاتر شانگهای شروع به انتشار دوسالانه ژورنال نقد و بررسی درام چین کرد.

## آثار منتشرشده

### کتاب‌ها
- دامنه عمومی (۱۹۶۸)
- تئاتر محیطی (۱۹۷۳)
- تئاترها، فضاها و محیط‌ها (۱۹۷۵ با جری روخو و بروکس مک نامارا)
- مقالاتی در مورد نظریه عملکرد (۱۹۷۶)
- پایان اومانیسم (۱۹۸۱)
- از رملیلا تا آوانگارد (۱۹۸۳)
- بین تئاتر و مردم‌شناسی (۱۹۸۵)
- داستان‌های انگلبرت (۱۹۸۷، با ساموئل مک‌اینتاش)
- آینده آیین (۱۹۹۳)
- نظریه عملکرد (نسخه تجدیدنظرشده مقالات در مورد نظریه عملکرد، ۱۹۸۸؛ تجدیدنظر مجدد، ۲۰۰۴)
- مطالعات عملکرد-یک مقدمه (۲۰۰۲، ویرایش دوم ۲۰۰۶، ویرایش سوم ۲۰۱۳)
- فراتر، نشیب و پیرامون (۲۰۰۴)
- تخیل‌های اجرا شده (۲۰۱۵)

### ویرایش‌ها
- دیونیسوس در سال ۶۹ (فیلم ۱۹۷۰ محصول ۱۹۶۸)
- آیین، بازی، و اجرا (۱۹۷۶، با مدی شومن)
- By Means of Performance (1990، با Willa Appel)
- کتاب منبع گروتوفسکی (۱۹۹۷، با لیزا ولفورد).

### آثار تئاتری/کارگردانی
در مارس ۲۰۰۵، مرکز مطالعات اجرای ریچارد شچنر به‌عنوان بخشی از آکادمی تئاتر شانگهای، افتتاح شد. شچنر با گروه پرفورمانس این مرکز اجراهای زیادی را کارگردانی کرد، از جمله دیونیسوس در سال ۶۹، بر اساس باکا اوریپید (۱۹۶۸)، مکبث بر اساس مکبث شکسپیر (۱۹۶۹)، قطعه طراحی‌شده توسط گروه کمون (۱۹۷۰)، دندان جنایت سام شپارد (۱۹۷۲)، مادر شجاع و فرزندانش برشت (۱۹۷۵)، پروژه مرلین دیوید گارد (۱۹۷۵)، ادیپ سنکا (۱۹۷۷)، پلیس‌های کورتیس فاکس (۱۹۷۸) و بالکن ژان ژنه (۱۹۷۹). شچنر همراه با گروه هنرمندان ساحل شرقی، فاوست/غذا (۱۹۹۳)، سه خواهر آنتون چخوف (۱۹۹۵)، هملت ویلیام شکسپیر (۱۹۹۹)، یوکاستا از شوچنر و ساویانا استانسکو، (۲۰۰۳)، یوکاستاس ردوکسان آمریس (۲۰۰۵) را کارگردانی کرده‌است. شچنر همچنین در آسیا و آفریقا نیز کارگردانی کرده‌است: باغ گیلاس اثر آنتون چخوف (۱۹۸۳ به زبان هندی) در دهلی نو، سان هویژو می‌نگری جیویائو چو شان (۱۹۸۹ در شانگهای به زبان ماندارین) آگوست ویلسون، سیاه ما رینی (۱۹۹۲) در جشنواره گراهامزتاون در آفریقای جنوبی، اورستیا (۱۹۹۵ در تایپه به زبان ماندارین) اثر آیسخولوس، و هملت شکسپیر (۲۰۰۷ در شانگهای و ۲۰۰۹ در وروتسواف، لهستان، به زبان ماندارین).
شچنر در شناسایی بسیاری از نویسندگان، از جمله سام شپارد، ژان کلود وان ایتالی، موری مدنیک، رونالد تاول و مگان تری از کانادا، که تکنیک‌های آن‌ها را با شکسپیر مقایسه کرد، نقش به‌سزایی داشت. شچنر معتقد بود که نمایش‌نامه‌ها باید به جای «نوشته مکتوب» ساخته شوند - و او اشاره کرد که شکسپیر در آغاز قرن هفدهم با همکاری نزدیک با شرکت‌های تئاتری در حال رشد لندن، آثار بزرگی را «ساخته» کرد.